# Dan Matei Agathon
Matei-Agathon Dan (n. 17 septembrie 1949, București, România – d. 20 iulie 2023) a fost un deputat român în legislatura 1992-1996, ales în județul Bacău pe listele partidului PDSR.
A fost ministru al Turismului de două ori, în perioada 1992 - 1996 și 2000- 2003.
Dan Matei Agathon a fost secretar general și purtător de cuvânt al Confederației Patronale din Industria României (CONPIROM).
În aprilie 2010, Agathon a fost numit purtător de cuvânt al Alianței Confederațiilor Patronale din România (ACPR).
În iunie 2013, Agathon era președintele Federației Patronatelor din Turism și Servicii (FPTS).
Legăturile sale în sfera patronală însă au început încă de la începutul anilor 1990, când a fost subsecretar de stat și împuternicit special al Guvernului în relațiile cu sindicatele și patronatul.